# Božidar Iskrenov
Božidar Georgiev Iskrenov (in bulgaro Божидар Искренов?; Sofia, 1º agosto 1962) è un ex calciatore bulgaro, di ruolo centrocampista.

## Palmarès

### Club

#### Competizioni nazionali
- Campionato bulgaro: 3

Levski Sofia: 1983-1984, 1984-1985, 1987-1988
- Coppa di Bulgaria: 4

Levski Sofia: 1981-1982, 1983-1984, 1985-1986
CSKA Sofia: 1992-1993